# Culex abominator
Culex abominator är en tvåvingeart som beskrevs av Dyar och Frederick Knab 1909. Culex abominator ingår i släktet Culex och familjen stickmyggor.
Artens utbredningsområde är Texas. Inga underarter finns listade i Catalogue of Life.